# Mesochorus impolitus
Mesochorus impolitus är en stekelart som beskrevs av Dasch 1974. Mesochorus impolitus ingår i släktet Mesochorus och familjen brokparasitsteklar. Inga underarter finns listade i Catalogue of Life.